# 中條謙自
中條 謙自（なかじょう けんじ）は、ゲームミュージックの作曲家、サウンドプロデューサー。元コーエーテクモゲームス所属。現在は株式会社ATTIC INC. 代表取締役／サウンドプロデューサーとして活動。

## 来歴・人物
元コーエーテクモゲームス所属。『真・三國無双』シリーズなどの作編曲に携わった後、サウンドディレクター、サウンドデザイナーとして『戦国無双』シリーズや『討鬼伝』など様々な作品を手掛ける。2014年6月に同社を退社し独立、同年7月1日より株式会社ATTIC INC.を立ち上げ、サウンドプロデューサーとしてゲームだけでない幅広い分野でのサウンドプロダクション活動を行っている。

## 主な担当作品

### コーエーテクモゲームス（旧コーエー、光栄）在籍時代
- 三國無双（1997年、PS）：作編曲
- デストレーガ（1998年、PS）：サウンドディレクター、作編曲、サウンドデザイナー
- ロイヤルブラッドII 〜ディナール王国年代記〜（1999年、Win）：サウンドディレクター、作編曲、サウンドデザイナー
- 真・三國無双2（2001年、PS2）：作編曲、サウンドデザイナー
- 真・三國無双2 猛将伝（2002年、PS2）：作編曲、サウンドデザイナー
- 真・三國無双3（2003年、PS2/XBOX）：作編曲、サウンドデザイナー
- 戦国無双（2004年、PS2/XBOX）：サウンドデザイナー
- 紅の海2（2004年、PS2）：サウンドディレクター、サウンドデザイナー
- 決戦III（2004年、PS2）：サウンドディレクター、サウンドデザイナー
- 戦国無双2（2006年、PS2/Xbox 360）：サウンドディレクター、サウンドデザイナー
- 戦国無双KATANA（2007年、Wii）：サウンドディレクター、サウンドデザイナー
- 国盗り頭脳バトル 信長の野望（2008年、DS）：サウンドディレクター、サウンドデザイナー
- 戦国無双3（2009年、Wii）：サウンドディレクター、サウンドデザイナー
- トリニティ ジルオール ゼロ（2010年、PS3）：サウンドディレクター、サウンドデザイナー
- 戦国無双3 Z（2011年、PS3/Wii）：サウンドディレクター、サウンドデザイナー
- 討鬼伝（2013年、Vita/PSP）：サウンドディレクター、サウンドデザイナー

### ATTIC INC.以降
- 三国志ロワイヤル（DeNA、2013年、iOS/Android）：サウンドデザイナー
- 戦国無双4（コーエーテクモゲームス、2014年、PS3/Vita）：レコーディング＆ミキシングエンジニア

### アニメ
- おしゅしだよ（プロダクション・アイジー、2017年）：音響監督

### CD
- のぶニャガの野望 天下布猫（日本クラウン、2014年、シングルCD）：プロデューサー、作詞、レコーディングエンジニア